# Буромский, Николай Иванович
Никола́й Ива́нович Буро́мский (1926,  СССР — 3 февраля 1957, Антарктида) — советский капитан-лейтенант, погибший в Антарктиде, в честь которого назван остров Буромского.

## Биография
Выпускник гидрографического факультета Высшего военно-морского училища имени М. В. Фрунзе.

Николай Иванович Буромский погиб в Антарктиде 3 февраля 1957 года вместе с Евгением Зыковым во время 2-й советской Антарктической экспедиции в трёх километрах к западу от станции Мирный, когда произошёл обвал кромки ледяного барьера и лёд (припай) рухнул на палубу ледокола «Обь».
По другим данным, 9 человек работали на кромке льда, который обломился, — и все они упали в ледяную воду. Двоих (Буромского и Зыкова) достать живыми не удалось. Это место стали называть «Барьером отважных».
Похоронен в Антарктиде, на острове его имени — в честь него этот остров был назван островом Буромского.

## Память
В честь Н. И. Буромского названы:
- мыс Буромского в Антарктиде (Земля Виктории, 68°56′ ю.ш., 155°58′ в.д., открыт и нанесён на карту в 1958 г. Советской Антарктической экспедицией, название присвоено не позже 1959 г.)[1];
- остров Буромского (Антарктида, море Дейвиса; остров открыт и нанесён на карту в 1956 г. Советской Антарктической экспедицией, название присвоено не позже 1959 г.)[1].